# Titanacris albipes
Espèce
Synonymes
- Acrydium albipes De Geer, 1773
- Gryllus carinata Stoll, 1813
- Lophacris violacea Brunner von Wattenwyl, 1897

Titanacris albipes est une espèce d'insectes orthoptères de la famille des Romaleidae.

## Distribution
Cette espèce se rencontre en Guyane et au Brésil.
Elle se rencontre dans la forêt tropicale.

## Description
Les criquets à ailes violettes sont de grande taille, ils diffèrent de ceux du genre voisin Tropidacris par la crête qui partage longitudinalement le pronotun entier alors qu'elle n'existe que sur la moitié antérieure de ce dernier chez Tropidacris.

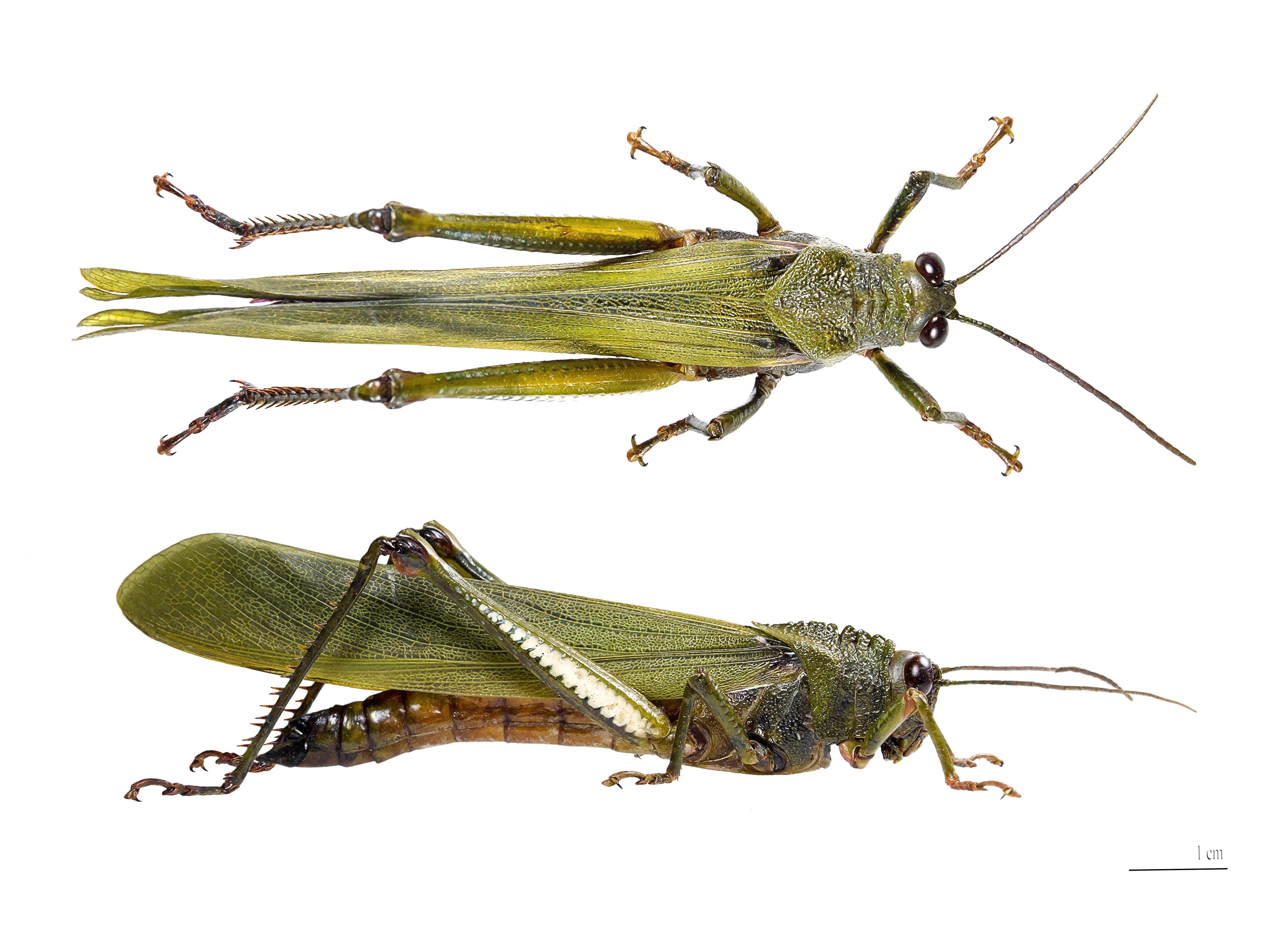
Titanacris Albipes - Muséum de Toulouse
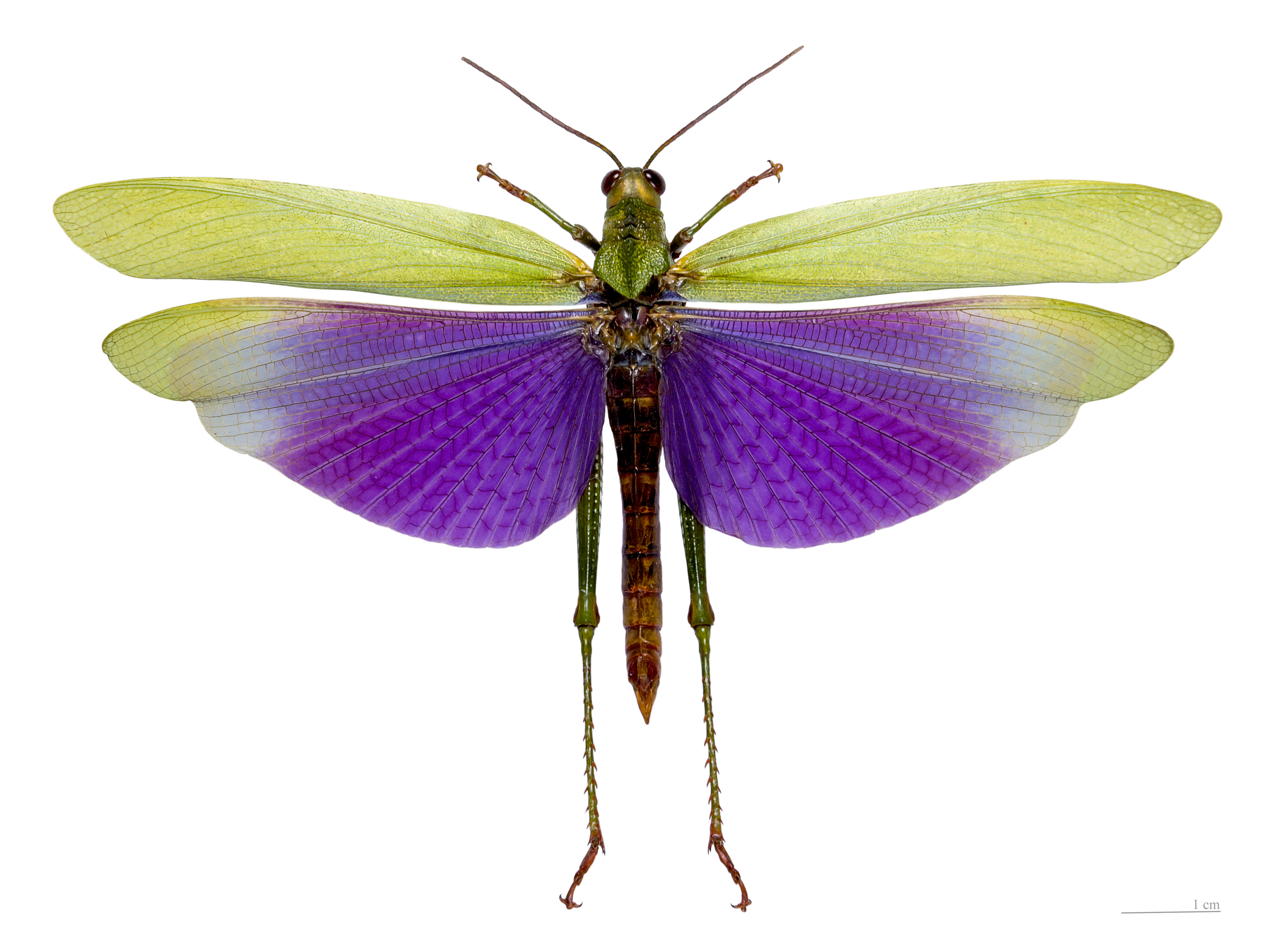
Titanacris Albipes - Muséum de Toulouse
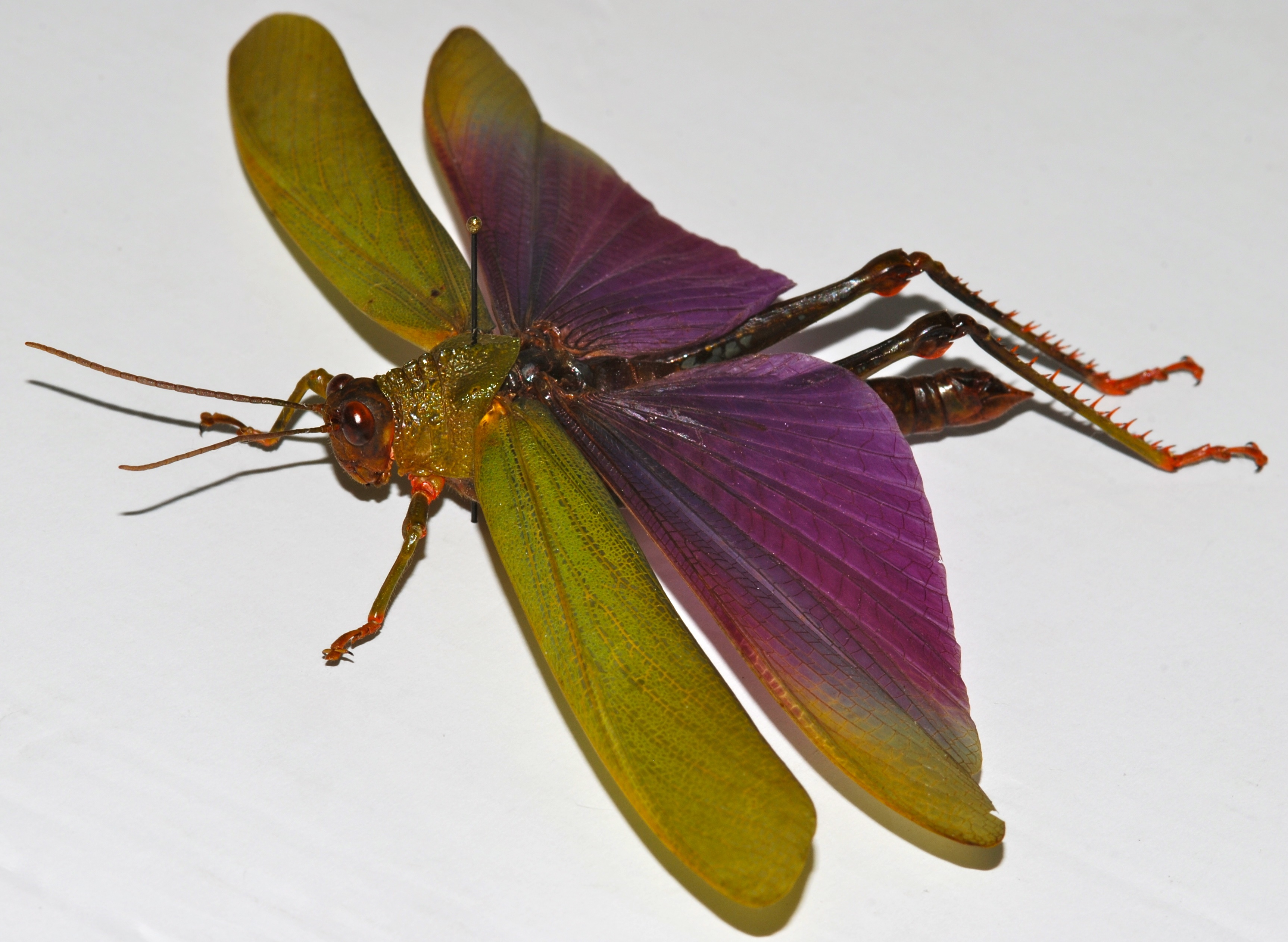
Mâle
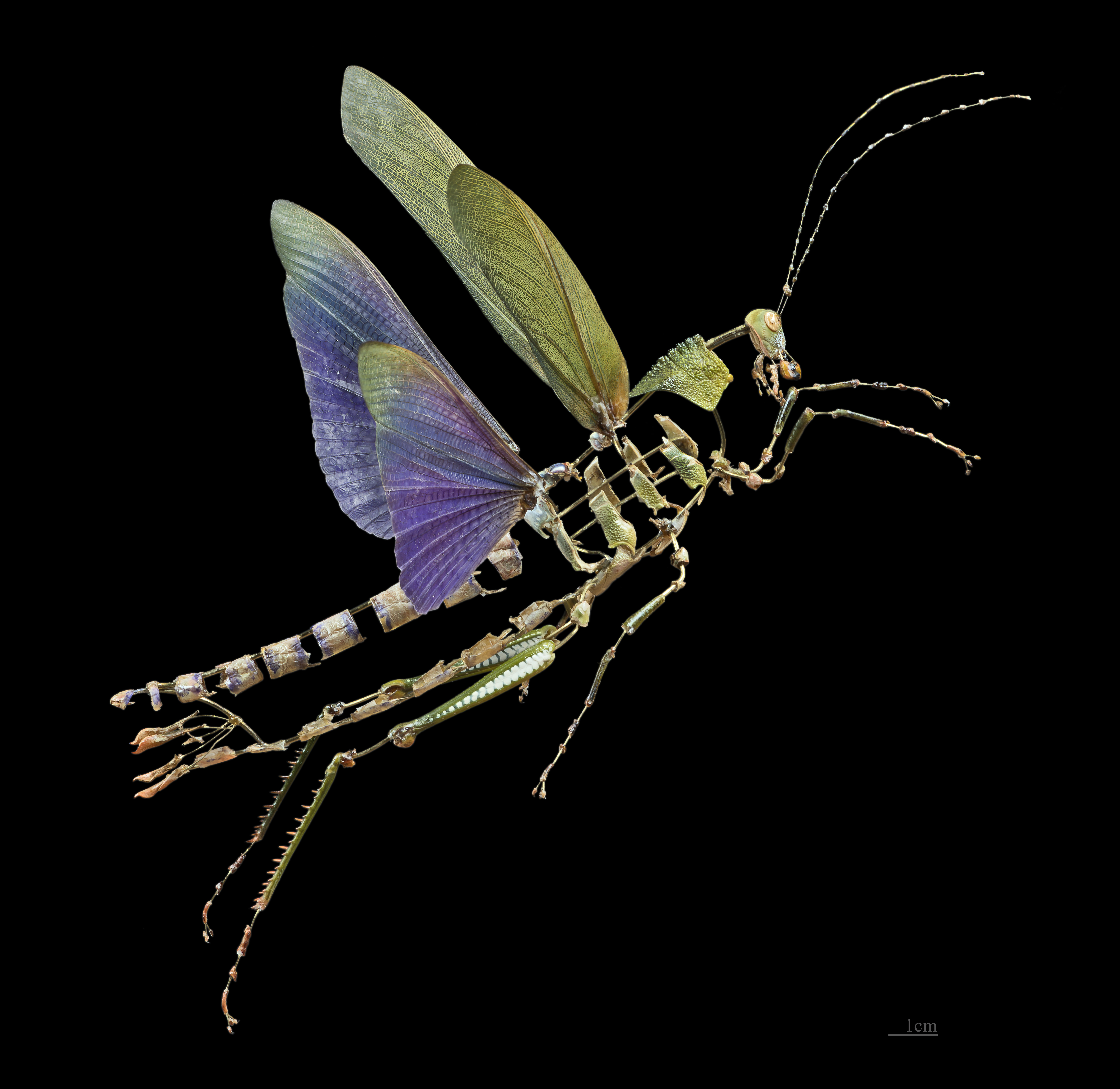
Mâle désarticulé à la Beauchêne - Muséum de Toulouse

## Systématique et taxinomie
Cette espèce a été décrite sous le protonyme Acrydium albipes par l'entomologiste suédois Charles de Geer en 1773.

## Publication originale
- De Geer, 1773 : Mémoires pour servir à l'histoire des insectes. Tome Troisième. Imprimerie P. Hesselberg, Stockholm. p. 1-696.